# ズームカー

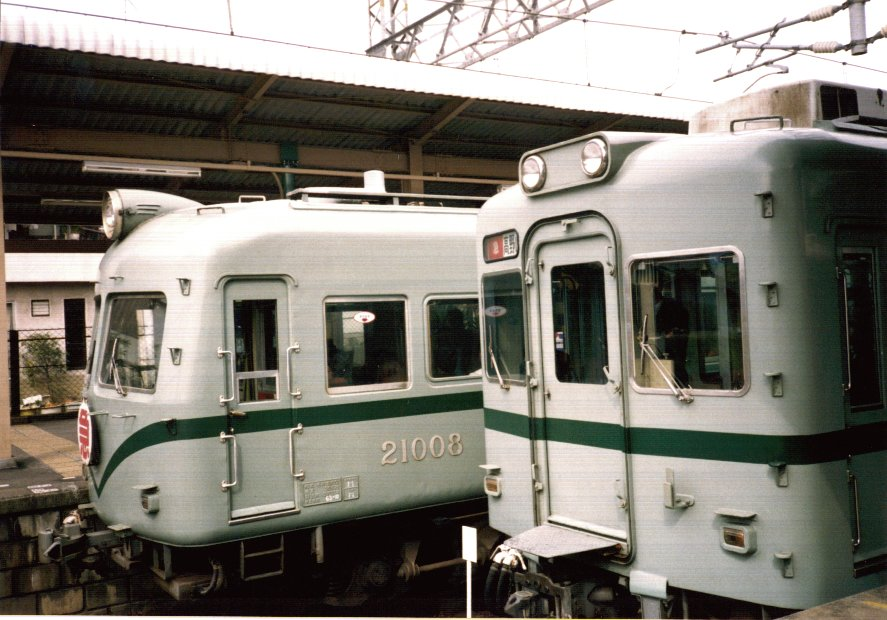
現役当時の21000系（奥）と22000系

ズームカーは、南海電気鉄道が高野線の山岳区間（通称「山線区間」）への直通運転を目的に製造した電車のうち1958年以降に登場した、高速運転にも対応する車両群の総称である。
また難波駅から山岳区間まで、高野線全線を通し運転することを大運転と称する。

## 概要
高野線の三日市町駅以南は長らく単線区間で、急峻な山間をカーブで縫うように走る低速区間であった。その中でも高野下駅から極楽橋駅までの区間は、50‰の急勾配や半径100m級の急カーブが続くため、この区間に乗り入れる車両には大きな牽引力（トルク）が必要となるが、ゆえに旧型車両では定格速度が30km/h付近と低く抑えられていた。このため平坦区間の最高速度は70km/h程度が限界であり、定格速度の2.5倍にも達しなかった。
こうした中で1958年に登場した21000系は、定格速度を従来通りの30.5km/h（85%界磁）としつつも、補償線輪付電動機を我が国の鉄道車両で初めて採用することで平坦区間での最高速度を100km/hにまで向上、定格速度の3.3倍への引き上げを実現させた。このような画期的な車両に対し、設計を行った南海自身が「ズームカー」という愛称を与えたことが、今日まで続くズームカー車両群の歴史の端緒となっている。
当時の技術局次長 飯原や車両部設計課長 小松によれば、ズームカーの名の由来は2つ示されている。1つ目は急勾配を力強く上る様子を、航空機が速度とひきかえに急角度で上昇する機動を指す「ズーム上昇」に例えたというもの。2つ目は、平坦区間から山岳区間まで広範囲に速度と牽引力を制御できる車両性能を、広角から望遠まで広範囲に画角を変えられるカメラのズームレンズに見立てたというものである。これらはどちらか一方のみが語源として正当というものではなく、ズームカーの名称が本来的に両者の意味合いを兼ね備えて誕生したということである。

## 共通する主な特徴
ズームカーは急曲線区間を走行するため、車体はいずれも17m級である。一般車両においては、乗降口は1両に2箇所となっている。このように20m級4扉車体の通勤形車両とは規格が大きく異なることから、列車の停止位置・乗車位置が駅の構造に応じて両者で異なる場合があり、駅の放送や表示器では列車の扉数・乗車位置を併せて案内しているほか、時刻表でも2扉車と4扉車を判別できるよう表記を区分している。
またズームカーは急勾配区間で高牽引力を発揮するため、20000系を除き、全ての車種が全電動車方式を採用している。20000系は21000系の走行機器をベースに、床下へのサービス関連機器の搭載スペース確保や定員乗車を前提とした設計がなされたことから、4両中1両が付随車であったが、30000系以降は高出力電動機を活かした急勾配区間での保安度の充実、ならびに将来の速度向上を見据えた設計となったため、特急形車両であっても全電動車方式となった。

## 言葉の用法の変化
1973年の昇圧後に設計された車両では、電動機出力の向上（通勤形車両との電動機共通化）や誘導電動機の採用等の技術的進歩により、山岳区間での高牽引力を有しながら、設計最高速度はさらに115 - 120km/hにまで引き上げられるようになり、ズームカーとして必要な性能を確保することは従来よりも容易となった。
この頃になると、高野線沿線では急速に宅地開発が進み利用者が一貫して増加傾向となったため、朝ラッシュ時や深夜帯の列車を中心に混雑が悪化するようになったが、ズームカーは急曲線を走行するため17m級という中型車体で、かつ1両に乗降口が2箇所しかないことが災いし、輸送力不足や長い停車時分がダイヤ作成上あるいは混雑対策上、クローズアップされるようになった。1969年にはズームカーの増結用としてオールロングシートの22000系が登場、1990年にはVVVFインバータ制御を南海で初採用した2000系も登場し、ズームカー急行に相次いで車両増結が行われたものの、ズームカーに纏わる上記の問題は高野線の運行上の課題として長らく残されることとなった。この間に複線化工事が進展し、橋本駅まで20m級4扉車体のステンレス車両が入線できるようになったため、一部の列車でズームカーからステンレス車両に運用の受け持ちが変更されたが、その際の一般利用者向けの広報誌や駅の掲示物では「ズームカーからステンレスカー（大型車両）への置き換え」として案内された。このように後年のズームカーは、広範囲な路線環境に対応する高性能車という当初の意味合いよりは、輸送力に富むステンレス車両と対比する文脈で、17m級2扉車体の車両であることを含意する言葉、もしくはそのことを強調する意図で使われることが多くなった。
上記の問題は、2005年の高野線白紙ダイヤ改正以降、難波駅乗り入れの機会を減らされることで次第に解消されていき、ズームカーの輸送力の低さが槍玉に挙げられることはなくなった。現在も橋本駅以南に入線できる車両は17m車両に限られており、この区間を走行できる、あるいは大運転に対応する特別な車両として、これらの車両をズームカーと呼称することは公刊物において珍しくない。また、走行区間に合わせて車両性能を切り換える特殊な運転方法は、21000系の登場以来継続して実施されており、現在でもズームカー本来の性能を発揮して運用されている。

## 該当する車種と愛称

### 一般車両
- 21000系電車：ズームカー（狭義）・丸ズーム、形式消滅（一部、大井川鐵道・一畑電車に譲渡）
- 22000系電車：通勤ズームカー・角ズーム、形式消滅（一部、下記に改造されズームカーとして継続運用）
2200系高野線用改造車（後に支線区へ転用・2203編成は観光列車「天空」に再改造）
- 2000系電車：ステンレスズームカー・ハイテクズームカー
- 2300系電車

### 特急車両
- 20000系電車：デラックスズームカー、形式消滅
- 30000系電車：高野線のクイーン
- 31000系電車

「ズームカー」という語を狭義に用いる場合、通常は1958年に登場した21000系電車を指す。1969年に登場した22000系はその座席配置や側戸の構造から「通勤ズームカー」などと呼ばれた。また上記の2車は、ともにズームカーとしての性格を有しながら車体形状が大きく異なることから、しばしば前者を「丸ズーム」、後者を「角ズーム」と呼んで区別している。1990年登場の2000系もその車体材質から「ステンレスズームカー」のほか、インバータ制御を採用したことから「ハイテクズームカー」とも呼ばれた。他方、旧型の大運転車の機器を再用して製作された21201系は、21000系と同じ車体でありながら機器類は旧式であり、平坦区間の高速性能を備えるものではなかったことから、ズームカーには分類されない。
特急形車両の20000系はその優雅な外観や豪華な内装から「デラックスズームカー」の愛称が付いたが、1983年に登場した30000系では先代から引き継いで「高野線のクイーン」と呼称されることこそあれ、これをズームカーに因んだ愛称で紹介する書籍等はなく、1999年に登場した31000系においても同様となっている。